# Lesothói labdarúgó-szövetség
A lesothói labdarúgó-szövetség (rövidítve: LEFA) Lesotho nemzeti labdarúgó-szövetsége. A szervezetet 1932-ben alapították, 1964-ben csatlakozott a Nemzetközi Labdarúgó-szövetséghez, valamint az Afrikai Labdarúgó-szövetséghez. A szövetség szervezi a Lesothói labdarúgó-bajnokságot. Működteti a férfi valamint a női labdarúgó-válogatottat.